# Pseudalosterna elegantula
Pseudalosterna elegantula là một loài bọ cánh cứng trong họ Cerambycidae.